# De Havilland DH.60 Moth
El De Havilland DH.60 Moth (‘polilla’ en inglés) fue un biplaza ligero de turismo británico de la década de 1920, que se desarrolló en una serie de aeronaves por parte de la de Havilland Aircraft Company.

## Desarrollo
El DH.60 fue desarrollado a partir del biplano DH.51. El primer vuelo del prototipo del DH.60 Moth (matrícula G-EBKT), propulsado por un motor Cirrus, se llevó a cabo por Geoffrey de Havilland en el aeródromo de Stag Lane el 22 de febrero de 1925. El Moth era un biplano de dos asientos de construcción en madera, tenía un fuselaje recubierto de contrachapado y superficies recubiertas de tela, un plano de cola estándar con un solo empenaje. Una característica útil del diseño fueron sus alas plegables, que permitía a los propietarios de la aeronave tener un hangar con espacios mucho más pequeños. El entonces Secretario de Estado del Aire, Sir Samuel Hoare, se interesó por la aeronave y el Ministerio del Aire patrocinó cinco clubes de vuelo y los equipó con los Moth.
El prototipo fue modificado con un timón compensado, como el utilizado por los aviones de producción, y fue inscrito en la carrera "King's Cup Race" de 1925, pilotado por Alan Cobham. Las entregas comenzaron rápidamente para las escuelas de aviación de Inglaterra. Una de las primeras aeronaves fue equipada con dos flotadores de metal para convertirse en el primer hidroavión Moth. Los primeros Moth producidos fueron conocidos como Cirrus I Moth.
Tres aviones fueron modificados para la King's Cup Race de 1927 con cambios internos y un motor Cirrus II en un montaje de motor rebajado. Originalmente designado DH.60X (por ser experimental), muy pronto se cambió su denominación a Cirrus II Moth; la designación DH.60X se reutilizó en 1928 para la versión con el nuevo Cirrus III con un eje dividido. La producción del DH.60X Moth fue breve, ya que fue reemplazado por las siguientes variantes, pero aún estaba disponible bajo órdenes especiales.

### Motor Gipsy

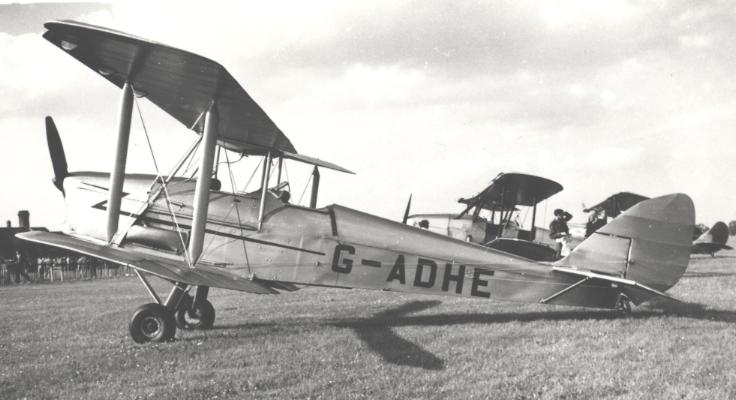
DH.60G-III Moth Major con matrícula G-ADHE en junio de 1954.

Aunque el motor Cirrus era fiable, su fabricación no lo era. Dependía de los componentes recuperados de los motores Renault de 8 cilindros de la Primera Guerra Mundial, y, por lo tanto, su número estaba limitado por las reservas de motores Renault excedentes. Por ello, De Havilland decidió sustituir el Cirrus con un nuevo motor diseñado por Frank Halford, construido por su propia fábrica. En 1928, cuando el nuevo motor De Havilland Gipsy I estuvo disponible, un DH.60 Moth de la compañía (el G-EBQH) fue modificado instalándole el nuevo motor, siendo rebautizado como el prototipo DH.60G Gipsy Moth.
Además del aumento de la potencia, la principal ventaja de esta actualización fue que el Gipsy era un motor completamente nuevo, disponible en un número tan grande como fuera necesario para la fabricación de los Moth. Los nuevos motores Gipsy simplemente se podrían construir en casa en su propia línea de producción lado a lado con la línea de producción de los fuselajes del Moth. Esto también permitió a la De Havilland Aircraft Company controlar el proceso completo de construcción de un Moth; fuselajes, motores y demás componentes, logrando maximizar la productividad y bajar los costes de fabricación. Mientras que el DH.60 original fue ofrecido por un precio relativamente modesto de 650 libras esterlinas, para 1930 el Moth con motor Gipsy se ofrecía aún al precio original de 650, esto a pesar de su motor de última generación.
Una versión con el fuselaje de metal del Gipsy Moth fue designada como DH.60M Moth y fue desarrollado originalmente para los clientes en el extranjero, en particular de Canadá. El DH.60M también fue construido bajo licencia en Australia, Canadá, Estados Unidos y Noruega. También en 1931, una variante del DH.60M fue comercializada para entrenamiento militar como DH.60T Moth Trainer.
En 1931, con la actualización del motor al Gipsy II, De Havilland invirtió el motor y lo rebautizó como Gipsy III. El motor fue instalado en un Moth, que fue redesignado como DH.60G III Moth Major. El subtipo fue destinado para el mercado militar de entrenamiento y algunos de los primeros aviones fueron suministrados a la Fuerza Aérea Sueca.
Al DH.60T se le instaló el motor Gipsy III y fue redesignado como DH.60T Tiger Moth. Este modelo fue modificado con alas en flecha y los soportes de cabaña fueron adelantados para mejorar la salida de la cabina delantera en caso de emergencia. Los cambios fueron considerados suficientes como para que la aeronave fuese redesignada DH.82 Tiger Moth.

## Diseño

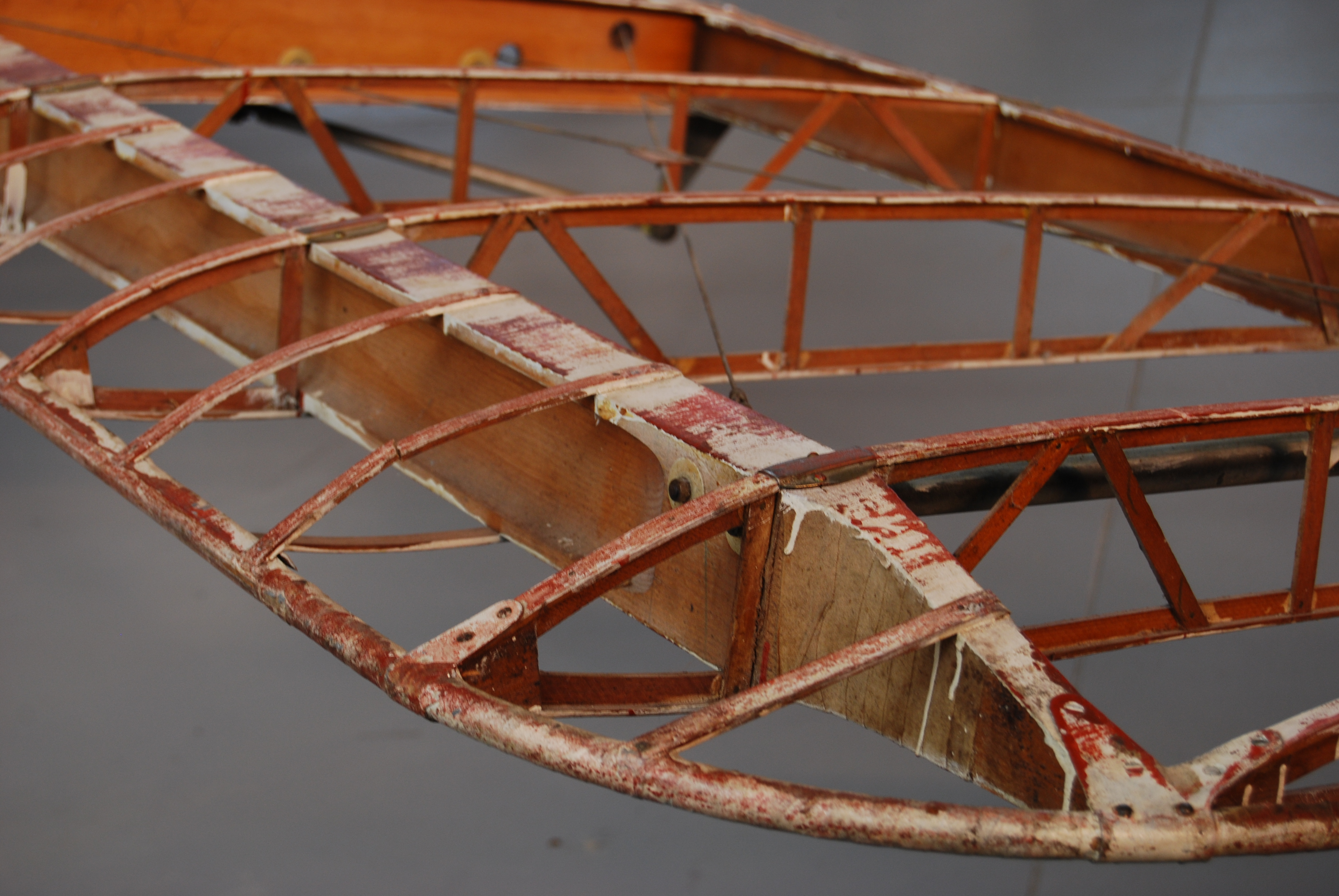
Estructura interna del ala inferior de babor.

Aparte del motor, el nuevo Gipsy Moth era todavía un DH.60 estándar. Excepto por los cambios necesarios para acomodar el motor, el fuselaje permaneció igual que anteriormente, el tubo de escape todavía discurría por el lado izquierdo de la cabina y el logotipo en el lado derecho todavía ponía 'De Havilland Moth'. El depósito de combustible todavía estaba albergado en el abultado perfil de la sección central del ala superior. Las alas todavía podían plegarse a lo largo del fuselaje y todavía disponía de los alerones diferenciales patentados por De Havilland en los planos principales inferiores y sin alerones en los superiores. Las opciones de color permanecieron tan simples como anteriormente: alas y cola en "plata Moth", fuselaje en el color elegido por el comprador.

## Historia operacional

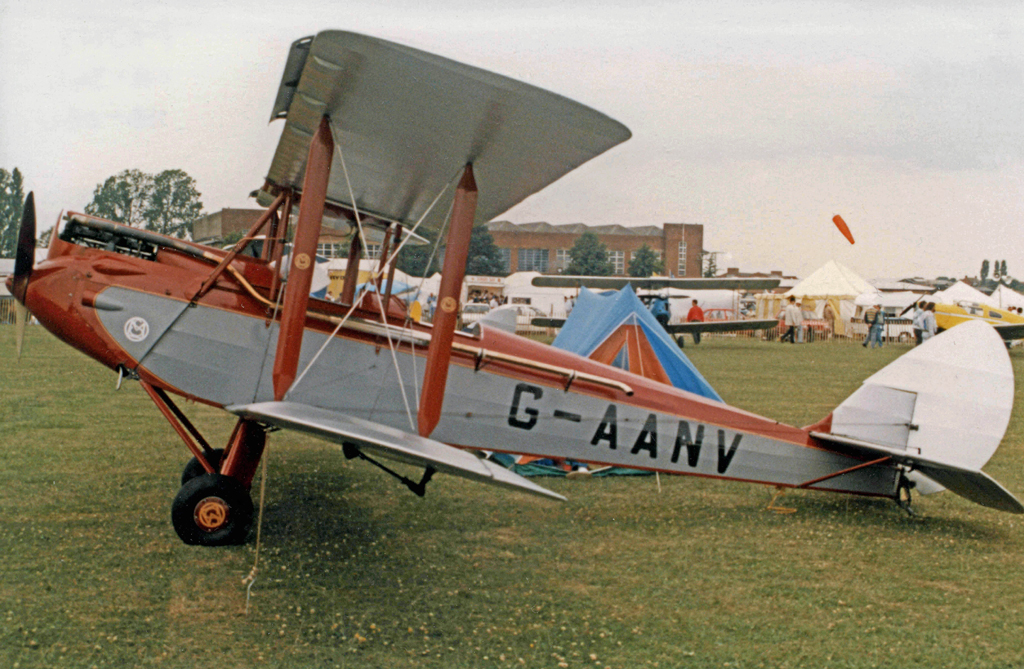
DH.60 Moth construido en 1931 en Francia, bajo licencia, por Morane-Saulnier.

Como no existía una diferencia real entre el DH.60 original y el nuevo DH.60G, el Gipsy Moth se convirtió rápidamente en el pilar de los clubes de vuelo británicos como el único avión recreativo real en el Reino Unido. En 1929 se estimaba que de cada 100 aeroplanos en Gran Bretaña, 85 eran Moth de un tipo u otro, la mayoría de ellos del modelo Gipsy Moth. Esto fue así a pesar del hecho de que al cambiar De Havilland el motor Cirrus por su propio Gipsy, los Cirrus excedentes estaban en ese momento llegando al mercado y una serie de aviones con motor Cirrus, como los Avro Avian, Klemm Swallow y Miles Hawk, comenzaron a luchar por el mercado privado y de clubes de vuelo.
Aunque reemplazado en la línea de producción por el DH.82 Tiger Moth, el Gipsy Moth siguió siendo el pilar del vuelo británico hasta el comienzo de la Segunda Guerra Mundial. Sin embargo, la guerra marcó el final del modelo, y en la posguerra fue rápidamente reemplazado por Tiger Moth ex-RAF en el mercado civil.

### DH.60 Moth en los clubes de vuelo
El DH.60 llegó al lugar correcto en el momento preciso. Además de ser el año del primer vuelo del Moth, 1925 también marcó el nacimiento de las primeras cinco escuelas aéreas y clubes del Real Aero Club y, con su simplicidad y prestaciones, el Moth fue el avión elegido para equiparlos. De Havilland usó más tarde estos ingresos para desarrollar el Moth hacia un avión de producción y mercados en masa. El Moth hizo a los clubes aéreos como mínimo tanto como los aero clubes hicieron por el avión. El Moth se mantuvo como pilar de los clubes incluso mucho después de que estuvieran disponibles aviones más modernos.
Con el hábito de De Havilland de pintar las alas y cola del Moth en plata, también llegó la costumbre de los clubes de distinguir sus aviones pintando sus fuselajes con un color distintivo del club. Los aviones del London Aero Club tenían un fuselaje amarillo (más puntales y tapacubos amarillos); los de Newcastle lo llevaban en rojo. En verde para los de Midlands y azul los de Lancashire. Las letras de la matrícula eran negras en las alas y, dependiendo del color del club, eran blancas o negras en el fuselaje.
Como el Real Aero Club comercializó la idea a clubes de vuelo de otros miembros de la Commonwealth, la De Havilland Aircraft Company hizo lo mismo y pronto estableció subsidiarias en Australia y Canadá para abastecer a los clubes de vuelo locales con Gipsy Moth. Los Moth canadienses se ofrecieron con cubierta desmontable para el vuelo invernal. Otra factoría que construyó el Gipsy Moth bajo licencia fue la Larkin Aircraft Supply Company en Australia (que fabricó 32 ejemplares para la RAAF). Aunque fabricado para los clubes aéreos en lugar de para realizar vuelos de trasporte individuales, los Moth australianos fueron de la versión DH.60L "Luxury" (de lujo) y se entregaron con sus fuselajes llevando el característico esquema bicolor de los "L", en lugar de estar pintados enteramente en el color de club, como era costumbre en los clubes de vuelo británicos. Otros fabricantes fueron Morane-Saulnier en Francia (40 construidos) y una compañía llamada Moth Aircraft Co. en los Estados Unidos (18 construidos).

### DH.60 Moth de uso privado

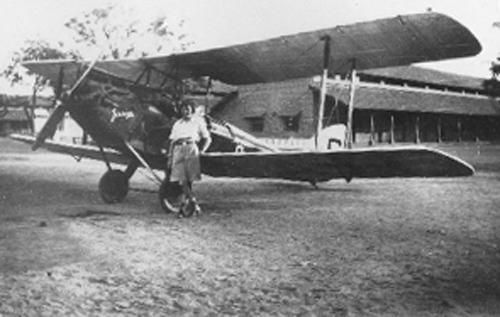
Amy Johnson y Jason, un DH.60G Gipsy Moth, en Jhansi, India, en 1930.

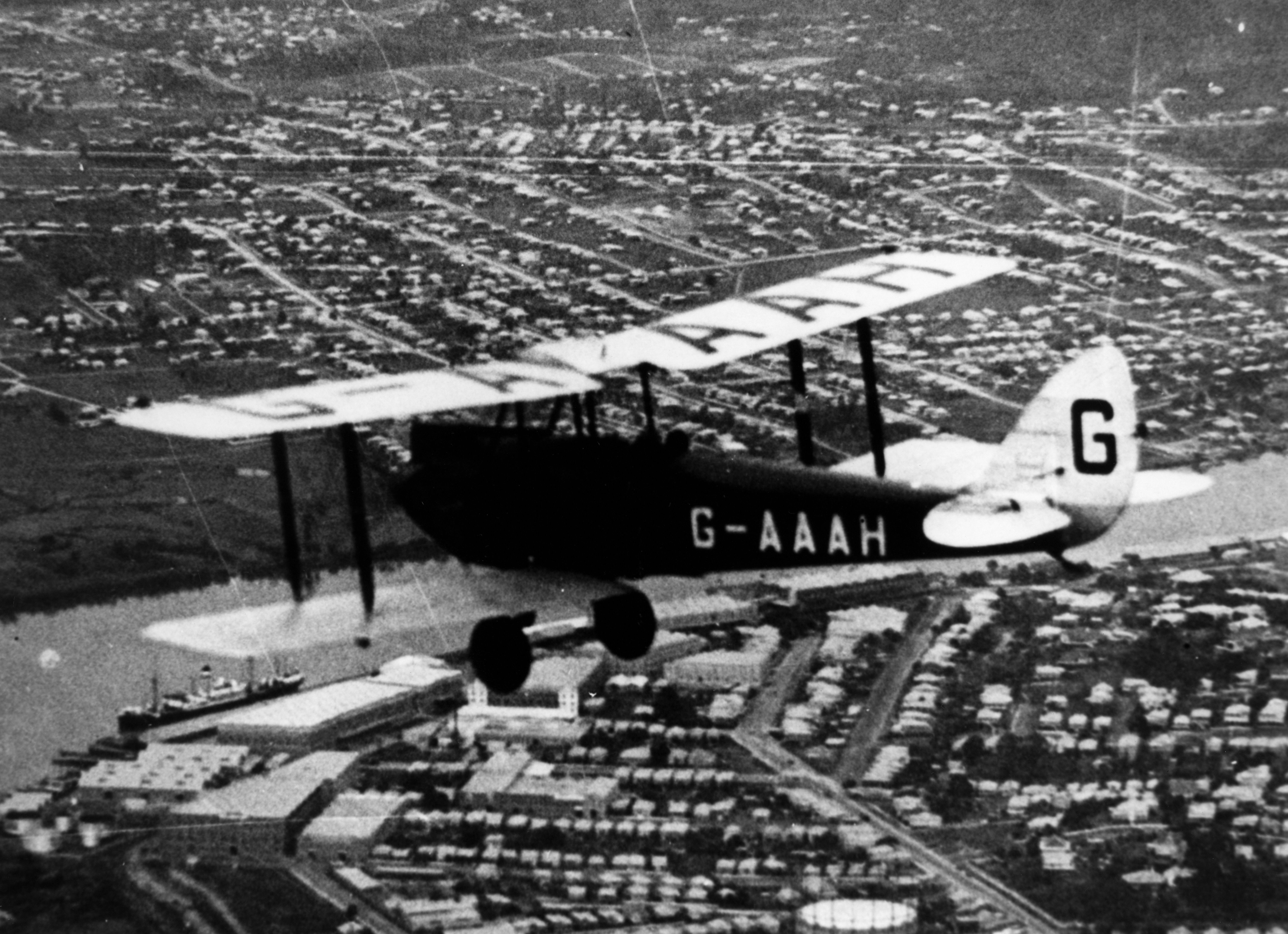
Gipsy Moth (G-AAAH "Jason") de Amy Johnson.

La mayor parte de los Gipsy Moth pertenecían a los clubes de vuelo, pero después de que el Príncipe de Gales comprase un ejemplar (G-AALG) para su uso privado, el avión se hizo popular en la alta sociedad. Además, el Moth se usó en muchos vuelos récord. El "Aviador Solitario" Sir Francis Chichester voló su Gipsy Moth de Inglaterra a Australia, luego a Nueva Zelanda y, a través del Pacífico, hasta Japón. Aunque había planeado originalmente volar alrededor del mundo, un accidente en Japón le convenció de cambiar a la navegación (Chichester bautizó posteriormente sus yates como 'Gipsy Moth II', 'Gipsy Moth III', y, el más famoso, 'Gipsy Moth IV').
De las aviadoras, la secretaria de Londres Amy Johnson voló su Gipsy Moth (G-AAAH "Jason") 17 703 km (11 000 mi) hasta Australia en 1930, y Jean Batten usó un Gipsy Moth en sus vuelos desde Inglaterra a la India y de Inglaterra a Australia (el avión usado para volar a la India era el G-AALG, prestado por Victor Dorée, que era el propietario). En marzo de 1928, Mary Bailey voló su Cirrus Moth en solitario desde Croydon a Ciudad del Cabo, un viaje de tres semanas, y volvió el año siguiente.

### DH.60 Moth en servicio militar
Aunque el DH.60T fue agresivamente comercializado como entrenador militar, la respuesta fue bastante tibia. En particular, la RAF compró inicialmente solo un puñado de aviones para pruebas, encontrando que muchos aspectos del Moth no casaban con sus métodos de entrenamiento militar de vuelo. Sin embargo, en 1931 la RAF adquirió 124 DH.60M Moth que fueron usados por la Escuela Central de Vuelo y otras unidades de entrenamiento hasta 1939.
Sin embargo, los entrenadores Moth fueron ordenados por una serie de fuerzas aéreas extranjeras, incluyendo las de Argentina, Australia (indicado más arriba), Austria, Noruega, Portugal, Suecia y la rama aérea de la Armada danesa. Finlandia construyó bajo licencia 22 entrenadores Moth, pero los equipó con el viejo motor Cirrus.
Dos Gipsy Moth fueron comprados por el Gobierno paraguayo durante la guerra del Chaco. Fueron usados como aviones de enlace. Uno se perdió en un accidente fatal en la Base Ñu-Guazú de la Fuerza Aérea y el otro sobrevivió a la guerra. Fue transferido al Aeroclub Paraguayo en 1936.
Sin embargo, la mayor parte de los Moth militares fueron aviones deportivos civiles confiscados por las fuerzas aéreas de sus países y usados como entrenadores y aviones de enlace. De esta forma, los Moth civiles acabaron volando para las fuerzas aéreas Nacionales y Republicanas durante la guerra civil española. Esto se repitió a gran escala durante la Segunda Guerra Mundial, donde los Moth acabaron volando, entre otras, para las fuerzas aéreas de Egipto, China (con varios aviones ex chinos capturados por los japoneses), Irlanda, Italia, Irak, Congo Belga, Indias Orientales Neerlandesas (más tarde usados por la Fuerza Aérea indonesia), Sudáfrica, Nueva Zelanda y la Armada de los Estados Unidos.

## Variantes

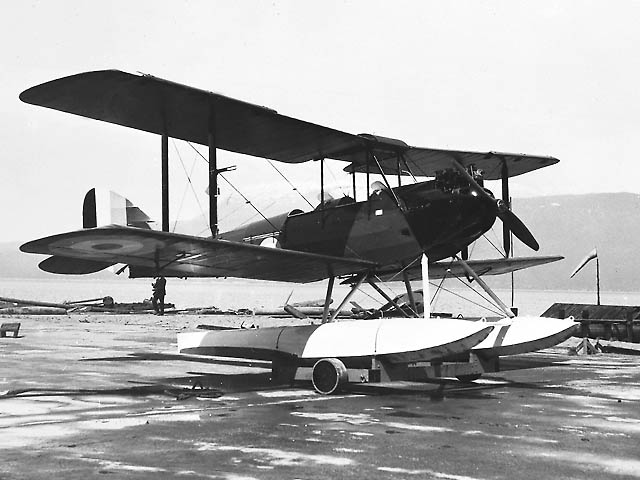
DH.60 Cirrus Moth de la RCAF, equipado con flotadores.

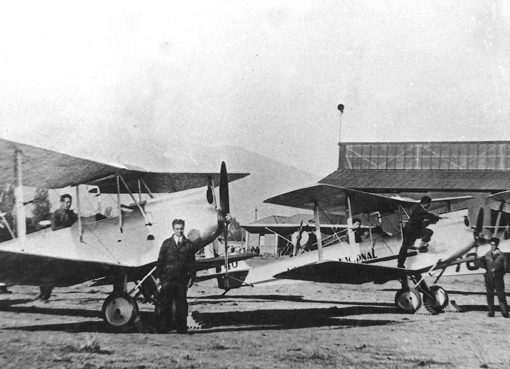
DH.60G Gipsy Moth en servicio con LAN-Chile, 1933.

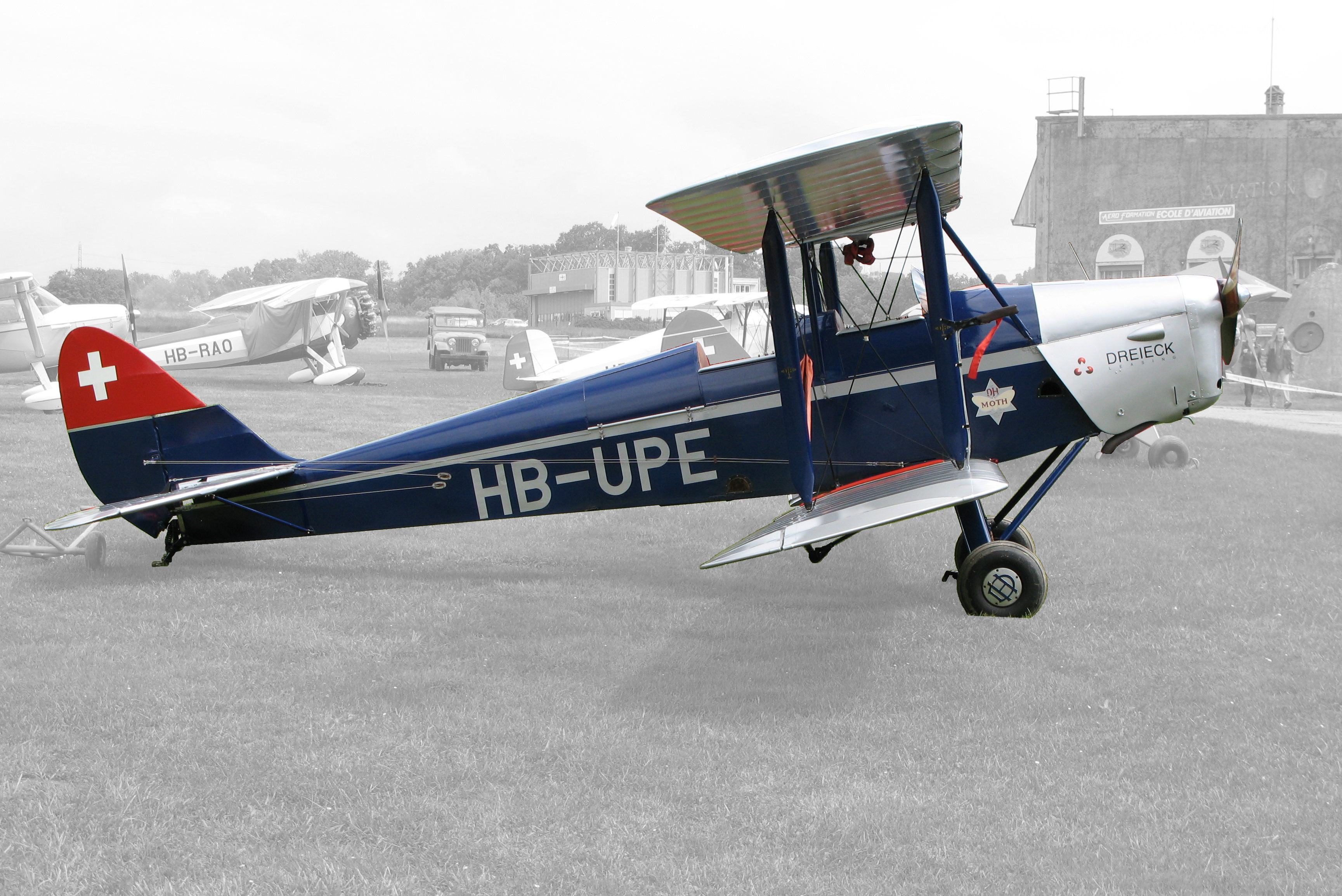
DH.60G-III Moth Major matriculado en Suiza.

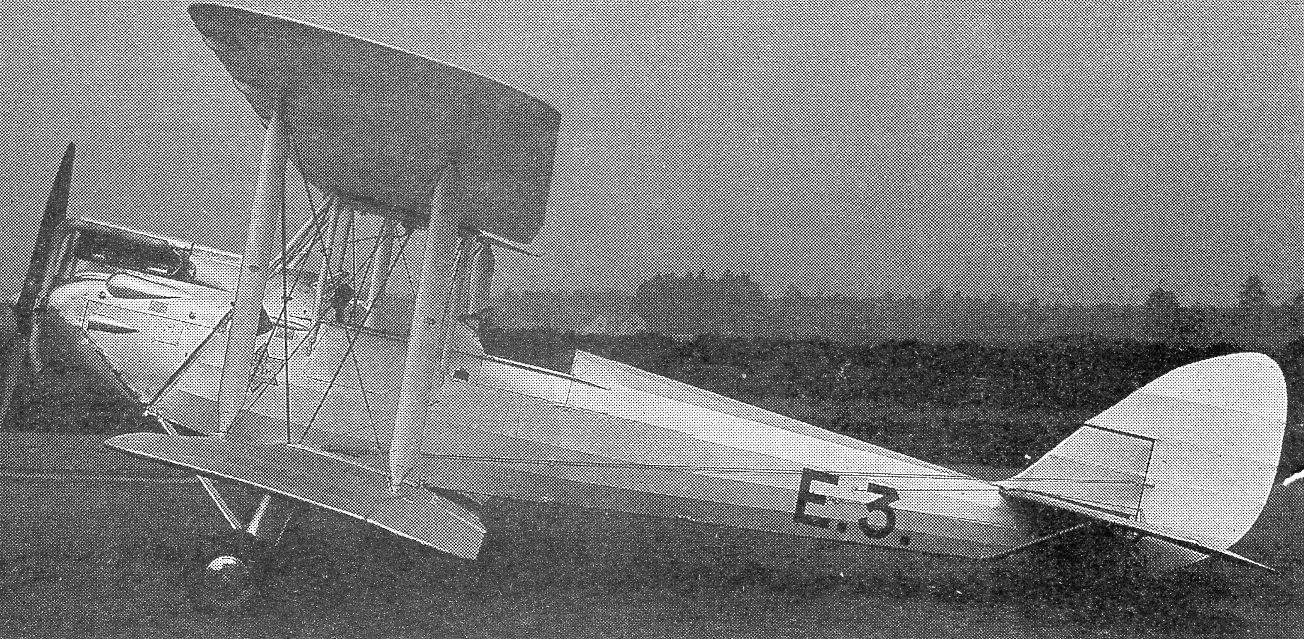
Prototipo del DH.60T.

Las variantes están en orden cronológico:
DH.60 Cirrus Moth
Prototipo y primeros aviones de producción, propulsados por un motor ADC Cirrus de 45 kW (60 hp). 8 ejemplares de preproducción y 31 de producción.
DH.60 Cirrus II Moth (también conocido como Hermes Moth)
Introducida en 1927, esta variante tenía una envergadura ligeramente mayor y la separación entre las alas, reducida. Propulsada por un motor mejorado Cirrus Hermes de 78 kW (105 hp), 32 construidos.
DH.60 Genet Moth
Una pequeña cantidad de DH.60 Moth fue equipada con el motor radial Armstrong Siddeley Genet. El modelo fue usado por la Escuela Central de Vuelo de la RAF con propósitos de exhibición, seis construidos.
DH.60G Gipsy Moth
Primer remozado importante del diseño: el motor Cirrus fue reemplazado por un De Havilland Gipsy I de 75 kW (100 hp).
DH.60G II (Gipsy II Moth)
Propulsado por un Gipsy II de 89 kW (120 hp). Referido comúnmente como "Gipsy Moth", igual que la versión de 75 kW (100 hp).
DH.60X
Versión de los primeros Gipsy Moth con tren de aterrizaje opcional de riostras en X (este tren de aterrizaje se hizo estándar en el DH.60M y en todos los modelos siguientes).
DH.60L (Luxury)
Ofrecido con portillas de cabina de apertura hacia abajo más anchas y armario de equipaje agrandado, detrás de la cabina trasera. La versión de lujo también presentaba un esquema de pintura bicolor a la última moda de los años 30 para el fuselaje.
DH.60M Moth (Metal Moth)
El fuselaje original de caja de cotrachapado fue reemplazado por una construcción de larguerillos metálicos recubiertos de tela encerada. Aunque aumentó la masa general, el mantenimiento se hizo más fácil y los fuselajes metálicos se hicieron estándares en todas las versiones posteriores. Cuatro aviones de preproducción, 536 construidos por De Havilland en Stag Lane, 40 construidos por De Havilland Canada, 161 construidos por la Moth Corporation en los Estados Unidos, 10 construidos por la Fábrica de Aviones del Ejército noruego en Noruega.
DH.60T (Moth Trainer)
Versión de entrenamiento del Metal-Gipsy Moth. La reorganización de los cables de arriostrado del intradós alar permitieron un mejor acceso a la cabina delantera, una necesidad para pilotos militares que llevaban paracaídas. Dos prototipos y 47 aviones de producción construidos.
La producción de todas las variantes Gipsy I y II: 595 construidos por De Havilland en el Stag Lane Aerodrome, 40 construidos por Morane-Saulnier en Francia, 18 construidos por la Moth Corporation en los Estados Unidos, y 32 construidos por Larkin Aircraft Supply en Australia.
DH.60G III Moth
En 1931, la compañía puso boca abajo un motor Gipsy II y lo redesignó Gipsy III; este motor fue más tarde instalado en un Moth para crear el DH.60G III Moth, 57 construidos, incluyendo 10 fuselajes para la RAF como blancos aéreos pilotados remotamente 'Queen Bee'.
DH.60G III Moth Major
En 1934, desde el 58.º DH.60G III en adelante, el nombre del motor fue cambiado a Gipsy Major y la versión resultante fur rebautizada como DH.60G III Moth Major. 96 ejemplares fueron construidos, incluyendo 10 fuselajes para la RAF como blancos aéreos pilotados remotamente 'Queen Bee', finalizando la producción en mayo de 1935. Se construyó un Moth Major final en la Escuela Técnica de De Havilland, alcanzando la producción total de DH.60G III los 154 aparatos.
DH.60T (Tiger Moth Prototypes)
Ocho prototipos con alas en flecha para un propuesto entrenador para la RAF. Debido a los sustanciales cambios, el modelo entró en producción como el DH.82 Tiger Moth.
Nota: la información acerca de las variantes se tomó de Bransom.

## Operadores

### Militares
Alemania
- Luftwaffe: pequeñas cantidades.[4]

 Australia
- Real Fuerza Aérea Australiana

 Austria
- Fuerza Aérea austriaca (1927–1938)

 Bélgica
- Componente Aéreo del Ejército Belga: posguerra, un avión.

 Birmania
- Burma Volunteer Air Force: un solo avión.

 Brasil
- Fuerza Aérea Brasileña
- Ejército Brasileño
- Aviación Naval Brasileña

 Canadá
- Real Fuerza Aérea Canadiense

 República de China
- Fuerza Aérea de la República de China

 Chile
- Fuerza Aérea de Chile

 Congo Belga
- Force Publique

 Cuba
- Armada de Cuba

 Dinamarca
- Real Fuerza Aérea de Dinamarca
- Real Armada de Dinamarca

 Egipto
- Fuerza Aérea Egipcia

 República Española
- Fuerzas Aéreas de la República Española

 España
- Ejército del Aire

 Estados Unidos
- Armada de los Estados Unidos: un DH.60 comprado para ser usado por el agregado militar estadounidense en Londres.[5]

 Etiopía
- Fuerza Aérea de Etiopía[6]

 Finlandia
- Fuerza Aérea Finlandesa

 Grecia
- Fuerza Aérea Griega

 Reino de Hungría
- Fuerza Aérea Húngara

 Irlanda
- Cuerpo Aéreo Irlandés

 Irak
- Fuerza Aérea Iraquí[7]

 Imperio del Japón
- Ejemplares capturados a China.

 Noruega
- Servicio Aéreo del Ejército noruego

 Nueva Zelanda
- Real Fuerza Aérea de Nueva Zelanda

 Paraguay
- Fuerza Aérea Paraguaya

 Polonia
- Fuerza Aérea de Polonia

 Portugal
- Marina portuguesa

 Reino Unido
- Real Fuerza Aérea
- Marina Real/Fleet Air Arm

 Reino de Rumanía
- Real Fuerza Aérea Rumana

 Sudáfrica
- Fuerza Aérea Sudafricana

 Suecia
- Fuerza Aérea Sueca

 Reino de Yugoslavia
- Real Fuerza Aérea yugoslava
- Real Armada yugoslava

## Especificaciones (DH.60G Gipsy Moth)
Referencia datos: De Havilland Aircraft since 1909

### Características generales
- Tripulación: Uno (piloto)
- Capacidad: Un pasajero
- Longitud: 7,3 m (23,9 ft)
- Envergadura: 9,1 m (30 ft)
- Altura: 2,7 m (8,8 ft)
- Superficie alar: 22,6 m² (243,3 ft²)
- Peso vacío: 417 kg (919,1 lb)
- Peso máximo al despegue: 748 kg (1648,6 lb)
- Planta motriz: 1× motor lineal de 4 cilindros refrigerado por aire De Havilland Gipsy I.
  - Potencia: 75 kW (103 HP; 102 CV)
- Hélices: Bipala de paso fijo

### Rendimiento
- Velocidad máxima operativa (Vno): 164 km/h (102 MPH; 89 kt)
- Velocidad crucero (Vc): 137 km/h (85 MPH; 74 kt)
- Alcance: 510 km (275 nmi; 317 mi)
- Techo de vuelo: 4400 m (14 436 ft)
- Régimen de ascenso: 2,5 m/s (492 ft/min)

## Aeronaves relacionadas

### Desarrollos relacionados
- Caproni Ca.100
- de Havilland DH.82 Tiger Moth

### Aeronaves similares
- Albatros L.82
- Aero A.34
- Boeing-Stearman Modelo 75
- PZL.5
- Avro Avian

### Secuencias de designación
- Secuencia DH._ (interna de de Havilland): ← DH.57 - DH.58 - DH.59 - DH.60 - DH.61 - DH.62 - DH.63 →
- Secuencia Sk _ (Entrenadores de la Fuerza Aérea Sueca, pre-1940): ← Sk 4 - Sk 5 - Sk 6 - Sk 7 - Sk 8 - Sk 9 - Sk 10 - Sk 11 - Sk 12 →
- Secuencia A_ (Aeronaves de la RAAF (Serie Dos, 1935-1963)): ← A4 - A5 - A6 - A7 - A8 - A9 - A10 →
- Secuencia Numérica (Aeronaves del Ejército del Aire español, 1939-1945): ← 27 - 28 - 29 - 30 (I) - 30 (II) - 30 (III) - 30 (IV) →
- Secuencia EE._ (Aeronaves de Escuela Elemental del Ejército del Aire español, 1945-1954): EE.1 (I) - EE.1 (II) - EE.2 - EE.3 →